# 버밍햄 스탈리언스
| 버밍햄 스탈리언스 |                                                    |
| 콘퍼런스          | 동부 콘퍼런스                                      |
| 디비전            | 샌트럴 디비전 (1983년) 서던 디비전 (1984년~1985년) |
| 설립연도          | 1983년                                             |
| 해체연도          | 1986년                                             |
| 역사              | 버밍햄 스탈리언스 (1983년~1986년)                  |
| 경기장            | 리전 필드                                          |
| 연고지            | 앨라배마주 버밍햄                                  |
| 상징색            | 빨강, 금, 하양                                     |
| 구단주            | 마빈 L. 워너                                       |
| 감독              | 롤리 도치 (마지막 감독)                            |
| 리그 우승         | -                                                  |
| 콘퍼런스 우승     | -                                                  |
| 디비전 우승       | -                                                  |

버밍햄 스탈리언스(Birmingham Stallions)는 1983년부터 1986년까지 앨라배마주 버밍햄을 연고지로 하는 USFL의 동부 콘퍼런스 서던 디비전 소속 미식 축구팀이다.

## 역대 홈경기장
| 경기장            | 사용기간      | 수용인원 | 장소              | 비고 |
| ----------------- | ------------- | -------- | ----------------- | ---- |
| 버밍햄 스탈리언스 |               |          |                   |      |
| 리전 필드         | 1983년~1986년 | 71,594명 | 앨라배마주 버밍햄 | 빈칸 |